# Ата Салих
Саліх Ата (*1 червня 1908, Шортепе — †26 грудня 1964) — туркменський народний поет. 
Член КПРС з 1941.
Народився в сім'ї бідняка в аулі Шортепе Марійської області; сліпий з дитинства. 

## Творча діяльність
Друкується з 1930. 
Найкращі вірші та пісні: «Знайте, це — Ленін!», «Хай живе єдність народів!», «Тарас Шевченко». 
В роки німецько-радянської війни відомий як автор віршів-наказів молодим бійцям. Ата Саліх — основоположник жанру байки в туркменській літературі, автор лірико-епічної поеми «Від усього серця».
З нагоди 125-річчя з дня народження Тараса Шевченка написав поезію «Народе мій» (1939), в якій оспівав велику любов туркменського народу до Тараса Шевчеенка. Присвятив поетові вірш «Тарас Шевченко» (1951).